# مارغوت كوتنس
مارغوت كوتنس (بالإسبانية: Margot Cottens)‏ هي ممثلة الأوروغواي وإسبانية، ولدت في 9 يناير 1922 في الأوروغواي، وتوفيت في 2 يناير 1999 بمدريد في إسبانيا.

## وصلات خارجية
- مارغوت كوتنس على موقع IMDb (الإنجليزية)
- مارغوت كوتنس على موقع قاعدة بيانات الفيلم (الإنجليزية)